# Christian Acella
Christian Acella (sinh ngày 7 tháng 7 năm 2002) là một cầu thủ bóng đá chuyên nghiệp người Ý. Anh hiện đang thi đấu ở vị trí tiền vệ trung tâm cho câu lạc bộ Perugia tại Serie C bảng B, cho mượn từ Cremonese tại Serie B.

## Sự nghiệp thi đấu

### Trẻ
Acella là sản phẩm của lò đào tạo trẻ Cagliari và Cremonese.

### Giana Erminio
Acella gia nhập câu lạc bộ Giana Erminio tại Serie C theo dạng cho mượn vào ngày 20 tháng 7 năm 2021. Anh đã ra mắt đội bóng và ra sân ngay từ đầu trong hầu hết các trận đấu của mùa giải.

### Cremonese
Sau khi quay trở lại Cremonese, Acella ra mắt đội bóng vào ngày 8 tháng 8 năm 2022 trong trận gặp Ternana tại Coppa Italia. Anh ra mắt tại Serie A cho đội bóng vào ngày 12 tháng 3 năm 2023, trong trận gặp Napoli.

#### Cho mượn tại Perugia
Vào ngày 21 tháng 8 năm 2023, Acella gia nhập câu lạc bộ Perugia theo dạng cho mượn kéo dài mùa giải.